# Märta Adolfsson
Märta Nanna Linnea Adolfsson, född 3 april 1903 i Magria utanför Fjugesta i Knista församling, död 5 april 1989 i Örebro, var en svensk läkare verksam i Sydafrika. 
Märta Adolfsson blev 1934 medicine licentiat vid Karolinska institutet och fick 1939 bachelor-graden i kirurgi (MB BCh) vid University of Witvatersrand i Johannesburg, Sydafrika. Hon anställdes 1934 vid Svenska kyrkans mission som missionärsläkare vid Ceza missionssjukhus i Ceza i Zululand. Där blev hon överläkare 1943 och var verksam fram till 1968. Tuberkulosavdelningen (TB wing) avknoppades i november 1965 som Thulasizwe hospital och Märta Adolfsson var föreståndare till sin pensionering. Verksamheten fortsatte som missionssjukhus med andra missionärer till 1978, då både Ceza och Thulasizwe togs över av regeringen för "hemlandet" KwaZulu.
Tillsammans med sjukskötetskan Anna Berntsson skrev hon Ceza – ett missionssjukhus (1975), som även utkom på engelska.
Märta Adolfsson var dotter till Adolf Pettersson och Amande Olsson. Hon blev 1956 ledamot av Vasaorden.